# Джаксън (окръг, Тексас)
Вижте пояснителната страница за други населени места с името Джаксън.
Окръг Джаксън (на английски: Jackson County) е окръг в щата Тексас, Съединени американски щати. Площта му е 2220 km², а населението - 14 391 души (2000). Административен център е град Една.